# داندرن، ساسکاچوان
داندرن، ساسکاچوان (به انگلیسی: Dundurn, Saskatchewan) یک منطقهٔ مسکونی در کانادا است که در ساسکاچوان واقع شده‌است. داندرن ۶۴۷ نفر جمعیت دارد.